# Spit Point (Greenwich Island)
Der Spit Point (englisch für Nehrungsspitze, in Argentinien Punta Lengua ‚Zungenspitze‘) ist eine 500 m lange Landspitze an der Südostküste von Greenwich Island im Archipel der Südlichen Shetlandinseln. Sie bildet das Ende des Provadiya Hook sowie die Südseite der Einfahrt zum Yankee Harbour.
Die Landspitze war bereits den ersten Robbenfängern in den Gewässern um die Südlichen Shetlandinseln bekannt. Grob verzeichnet ist sie auf einer Landkarte des britischen Robbenfängerkapitäns George Powell (1794–1824) aus dem Jahr 1822. Eine neuerliche Kartierung nahmen Wissenschaftler der britischen Discovery Investigations im Jahr 1935 vor. Diese verliehen der Landspitze auch ihren deskriptiven Namen.